# Crithionina
Crithionina, en ocasiones erróneamente denominado Arcrithionum, es un género de foraminífero bentónico de la subfamilia Crithionininae, de la familia Crithioninidae, de la superfamilia Saccamminoidea, del suborden Saccamminina y del orden Astrorhizida. Su especie tipo es Crithionina mamilla. Su rango cronoestratigráfico abarca el Holoceno.

## Discusión
Clasificaciones previas incluían Crithionina en la familia Hemisphaeramminidae de la superfamilia Astrorhizoidea, así como en el suborden Textulariina del orden Textulariida.

## Clasificación
Crithionina incluye a las siguientes especies:
- Crithionina abyssorum
- Crithionina cushmani
- Crithionina delacai
- Crithionina granum
- Crithionina heinckei
- Crithionina hispida
- Crithionina mamilla
- Crithionina palaeozoica
- Crithionina pisum
- Crithionina rara
- Crithionina rotundata
- Crithionina rugosa
- Crithionina sphaerica
- Crithionina teicherti

Otras especies consideradas en Crithionina son:
- Crithionina goesi, aceptado como Pseudowebbinella goesi
- Crithionina lens, aceptado como Hemisphaerammina lens